# Copa d'Or de la CONCACAF de 1993
La Copa d'Or de la CONCACAF 1993 va ser la segona edició de la Copa d'Or de la CONCACAF en la qual van participar 8 seleccions nacionals.
El format del torneig va ser el mateix que el 1991: vuit equips dividits en dos grups de quatre, i els dos primers de cadascú avancen a semifinals. Va ser la primera vegada que va haver-hi dues nacions amfitriones: Mèxic (Ciutat de Mèxic) i Estats Units (Dallas). El torneig va ser guanyat per Mèxic, que va guanyar els Estats Units per 4 a 0 en la final.

## Participants
- Estats Units
- Hondures
- Jamaica
- Mèxic
- Canadà
- Costa Rica
- Martinica
- Panamà

## Primera fase

### Grup A
| Equip        | Pts | PJ | PG | PE | PP | GF | GC | DG |
| ------------ | --- | -- | -- | -- | -- | -- | -- | -- |
| Estats Units | 6   | 3  | 3  | 0  | 0  | 4  | 1  | +3 |
| Jamaica      | 3   | 3  | 1  | 1  | 1  | 4  | 3  | +1 |
| Hondures     | 2   | 3  | 1  | 0  | 2  | 6  | 5  | +1 |
| Panamà       | 1   | 3  | 0  | 1  | 2  | 3  | 8  | –5 |

| Estats Units | 1 – 0 | Jamaica |
| ------------ | ----- | ------- |
| Wynalda 67'  |       |         |

| Hondures                                                     | 5 – 1 | Panamà    |
| ------------------------------------------------------------ | ----- | --------- |
| Gayle 25' · Bennett 51', 69' (pen.), 83' (pen.) · Pineda 54' |       | Julio 30' |

| Estats Units             | 2 – 1 | Panamà      |
| ------------------------ | ----- | ----------- |
| Wynalda 69' · Dooley 74' |       | Piggott 33' |

| Jamaica                            | 3 – 1 | Hondures           |
| ---------------------------------- | ----- | ------------------ |
| Jarrett 28' · Davis 48' · Boyd 78' |       | Bennett 18' (pen.) |

| Estats Units | 1 – 0 | Hondures |
| ------------ | ----- | -------- |
| Lalas 29'    |       |          |

| Jamaica   | 1 – 1 | Panamà              |
| --------- | ----- | ------------------- |
| Davis 76' |       | Mendieta 50' (pen.) |

### Grup B
| Equip      | Pts | PJ | PG | PE | PP | GF | GC | DG  |
| ---------- | --- | -- | -- | -- | -- | -- | -- | --- |
| Mèxic      | 7   | 3  | 2  | 1  | 0  | 18 | 1  | +17 |
| Costa Rica | 4   | 3  | 1  | 2  | 0  | 5  | 3  | +2  |
| Canadà     | 2   | 3  | 0  | 2  | 1  | 3  | 11 | –8  |
| Martinica  | 1   | 3  | 0  | 1  | 2  | 3  | 14 | –11 |

| Mèxic                                                                         | 9 – 0 | Martinica |
| ----------------------------------------------------------------------------- | ----- | --------- |
| Zaguinho 11', 21', 29', 54', 76', 84', 90' · R. Ramírez 40' · Hernández 90+1' |       |           |

| Canadà      | 1 – 1 | Costa Rica |
| ----------- | ----- | ---------- |
| Dasovic 43' |       | Myers 82'  |

| Mèxic            | 1 – 1 | Costa Rica  |
| ---------------- | ----- | ----------- |
| Delgado 74' (pp) |       | Cayasso 30' |

| Canadà                   | 2 – 2 | Martinica                   |
| ------------------------ | ----- | --------------------------- |
| Aunger 25' · Bunbury 43' |       | Gertrude 53' · Fondelot 86' |

| Mèxic                                                                      | 8 – 0 | Canadà |
| -------------------------------------------------------------------------- | ----- | ------ |
| J. Ramírez 4', 67' · Mora 24', 30' · Zaguinho 32', 34' · Salvador 83', 88' |       |        |

| Costa Rica                   | 3 – 1 | Martinica         |
| ---------------------------- | ----- | ----------------- |
| Myers 28' · Cayasso 69', 87' |       | Tinmar 59' (pen.) |

## Fase final

### Quadre
|  | Semifinals                    | Semifinals                    |   |                               | Final                         | Final |
|  |                               |                               |   |                               |                               |       |
|  | 21 de juliol, Dallas          |                               |   |                               |                               |       |
|  | Estats Units                  | 1                             |   |                               |                               |       |
|  | Costa Rica                    | 0                             |   |                               |                               |       |
|  |                               |                               |   |                               |                               |       |
|  |                               |                               |   |                               | 25 de juliol, Ciutat de Mèxic |       |
|  |                               |                               |   |                               | Mèxic                         | 4     |
|  |                               | Estats Units                  | 0 |                               |                               |       |
|  |                               |                               |   |                               |                               |       |
|  |                               |                               |   |                               |                               |       |
|  |                               |                               |   |                               | Tercer lloc                   |       |
|  | 22 de juliol, Ciutat de Mèxic | 22 de juliol, Ciutat de Mèxic |   | 25 de juliol, Ciutat de Mèxic | 25 de juliol, Ciutat de Mèxic |       |
|  | Mèxic                         | 6                             |   | Costa Rica                    | 1                             |       |
|  | Jamaica                       | 1                             |   |                               | Jamaica                       | 1     |

### Semifinals
| Estats Units | 1 – 0 (gol d'or) | Costa Rica |
| ------------ | ---------------- | ---------- |
| Kooiman 103' |                  |            |

| Mèxic                                                        | 6 – 1 | Jamaica    |
| ------------------------------------------------------------ | ----- | ---------- |
| Salvador 9', 18', 34' · Mora 14' · Zaguinho 50' · Ambriz 55' |       | Wright 17' |

### Partit pel tercer lloc
| Costa Rica  | 1 – 1 (prò.) | Jamaica    |
| ----------- | ------------ | ---------- |
| Guthrie 10' |              | Jarret 89' |

### Final
| Mèxic                                                   | 4 – 0 | Estats Units |
| ------------------------------------------------------- | ----- | ------------ |
| Ambriz 11' · Armstrong 31' (pp) · Zague 69' · Cantú 79' |       |              |

| Copa d'Or de la CONCACAF de 1993 |
| -------------------------------- |
| · Mèxic · Quart títol            |

## Golejadors
12 gols
- Zaguinho

5 gols
- Luis Miguel Salvador

4 gols
- Eduardo Bennett

3 gols
- Juan Arnoldo Cayasso
- Octavio Mora